# Lương Phan Cừ
Lương Phan Cừ (sinh ngày 10 tháng 1 năm 1950, quê quán ở xã Bùi Xá, huyện Đức Thọ, Hà Tĩnh) là đại biểu Quốc hội Việt Nam khóa XI, XII, thuộc đoàn đại biểu Đắk Nông. Ông là Chủ tịch Hội bảo trợ Người tàn tật và trẻ mồ côi Việt Nam nhiệm kỳ 2017-2022, Chủ tịch Hội hữu nghị Việt Nam - Uzebekistan, Ủy viên Đoàn Chủ tịch Liên hiệp các tổ chức Hữu nghị Việt Nam, Ủy viên Ban Chấp hành Hội nạn nhân chất độc da cam, Ủy viên Ban Chấp hành Hội Truyền thống Bộ đội Trường Sơn.

## Tiểu sử
Lương Phan Cừ người dân tộc Kinh.
Ông có quê quán ở xã Bùi Xá, huyện Đức Thọ, Hà Tĩnh.
Ông có bằng cử nhân luật và bằng hành chính cao cấp, bằng cao cấp lí luận chính trị Đảng Cộng sản Việt Nam.
Ông từng là Đại biểu Quốc hội Việt Nam khóa 11 thuộc đoàn đại biểu tỉnh Đắk Lắk (chuyên trách trung ương), Phó chủ nhiệm Ủy ban Về các vấn đề xã hội của Quốc hội, Thư ký kỳ họp Quốc hội khóa 11.